# Resortowe dzieci. Media
Resortowe dzieci. Media – książka napisana przez troje dziennikarzy: Dorotę Kanię, Jerzego Targalskiego i Macieja Marosza, wydana przez Wydawnictwo Fronda 12 grudnia 2013 roku w Warszawie.

## Treść
W zamierzeniu książka była pierwszą publikacją w serii wydawniczej pt. Resortowe dzieci, która miała „na celu pokazanie powiązań elit medialnych, biznesowych, politycznych i naukowych III RP ze strukturami PRL-u”. Pierwsza publikacja z tej serii podejmuje próbę ukazania biografii wybranych ludzi mediów okresu PRL i III Rzeczypospolitej (dziennikarzy, producentów telewizyjnych, reżyserów itd.) oraz ich rodziców i rodziny rozpoczynających działalność w okresie PRL. Równolegle autorzy przedstawiają, jak – ich zdaniem – wyglądał proces powstawania prywatnych stacji telewizyjnych (TVN, Polsat) i czasopism („Polityka”, „Gazeta Wyborcza”). Twórcy książki przedstawiają tezę, zgodnie z którą kariery opisanych w nich dziennikarzy, pracowników mediów nie byłyby możliwe bez rodzinnych koneksji z opisywanymi tytułowymi resortami. Opisywane osoby to zdaniem autorów w większości ludzie, którzy karierę w mass mediach zaczynali w tzw. Polsce Ludowej, gdy ich rodzice pełnili wysokie funkcje w tytułowych resortach i komunistycznych instytucjach.
Określenie „resortowe” jest związane z komunistycznymi, okresu stalinowskiego działami administracji rządowej, w których rodziny opisywanych postaci według autorów książki pełniły służbę.
Zawartość merytoryczna książki została oparta na dokumentach zgromadzonych w archiwach Instytutu Pamięci Narodowej.
Treść książki została podzielona na osiem rozdziałów:
1. „Aleja Przyjaciół”. Tytuł rozdziału pochodzi od warszawskiej alei pod tą samą nazwą, w okresie PRL zamieszkałej m.in. przez osoby na stanowiskach państwowych, funkcjonariuszy różnych urzędów, w tym aparatu bezpieczeństwa oraz elitę komunistyczną. W rozdziale zostali opisani założyciele, twórcy, dziennikarze i publicyści „Gazety Wyborczej” wraz z odniesieniami do ich krewnych, przedstawionych jako działacze, pracownicy bądź współpracownicy partii KPP, PPR, PZPR oraz służb specjalnych: Adam Michnik (oraz rodzice Ozjasz Szechter i Helena Michnik)[6], Helena Łuczywo (ojciec Ferdynand Chaber)[7], Wanda Rapaczyńska (rodzice Józef i Katarzyna Gruber)[8], Konstanty Gebert (rodzice Bolesław Gebert i Krystyna Poznańska)[9], Anna Bikont (rodzice Zdzisław Kruczkowski i Wilhelmina Skulska)[10], Edward Krzemień (ojciec Ignacy Krzemień)[11], Ernest Skalski (Jerzy Wilker-Skalski i Zofia Nimen-Skalska)[12], Ludwika Wujec (matka Regina Okrent)[13], Michał Komar (ojciec Wacław Komar)[14], Seweryn Blumsztajn (ojciec Stefan Blumsztajn)[15]. Ponadto opisani zostali Lesław Maleszka[16], Maciej Stasiński[17], Agnieszka Kublik, Wojciech Czuchnowski[18] i Waldemar Kuczyński[19].
2. „Nadzorca społeczeństwa”. W rozdziale jest kontynuowany opis Adama Michnika, w tym pod kątem jego działalności w powiązaniu z życiem politycznym PRL i III RP oraz ukazane powstanie i początki „Gazety Wyborczej”[20]. Ponadto przedstawieni zostali bracia Aleksander i Eugeniusz Smolarowie, ich rodzice Grzegorz Smolar i Walentyna Najdus[21] oraz Jan Lesiak, m.in. kwestia instrukcja UOP nr 0015/92 i sprawy powiązane[22].
3. „Marsz intelektualistów ku III RP”. Tytuł rozdziału pochodzi od tytułu piosenki Jacka Kaczmarskiego dedykowanej Danielowi Passentowi[23]. Jest w nim opisana historia powstania, działań i rozwoju redakcji oraz publikacji tygodnika „Polityka”, redaktorzy naczelni pisma Jerzy Baczyński[24], Stefan Żółkiewski[25], Mieczysław Rakowski[26], Jan Bijak[27] oraz pracownicy redakcji, m.in. Zygmunt Kałużyński[28], Andrzej Krzysztof Wróblewski[29], Daniel Passent[30], Marian Turski[31], Ryszard Kapuściński[32], Andrzej Szczypiorski[33], Zygmunt Szeliga[34], Jacek Mojkowski[35], Marek Ostrowski[36], Krzysztof Teodor Toeplitz[37], Wojciech Giełżyński[38], Roman Frister[39], Aleksander Chećko[40], Michał Komar[41], Tadeusz Olszański[42], Andrzej Garlicki[43], Krzysztof Mroziewicz[44] – przedstawieni jako osoby działające w otoczeniu bądź w ramach komunistycznych władz PRL oraz aparatu bezpieczeństwa[45]. Ponadto opisani zostali Jacek Żakowski[46], Janina Paradowska[47], Piotr Pytlakowski[48].
4. „Dzielenie prasowego tortu”. Znalazł się w nim opis historii wydawnictwa RSW „Prasa”, jego kontynuatora RSW Prasa-Książka-Ruch (w tym likwidacji i sprzedaży tytułów prasowych)[49], a także odniesienia do innych wydawnictw m.in. Spółdzielni Wydawniczej „Czytelnik”[50].
5. „Wojna służb. Koncesja dla Polsatu”. W rozdziale autorzy opisali historię powstania stacji telewizyjnej Polsat[51], w tym przedstawili kulisy otrzymania koncesji na nadawanie oraz powiązania w tej sprawie. W odniesieniu do tematu zostali opisani założyciel programu Zygmunt Solorz-Żak[52], Piotr Nurowski[53] – obaj współpracownicy wywiadu służb PRL; zawarto także odniesienia m.in. do Edwarda Mikołajczyka[54] i Grzegorza Żemka[55]. Ponadto przedstawiony został dziennik prasowy „Kurier Polski”[56].
6. „«Trójka» – wentyl bezpieczeństwa”. Rozdział dotyczy stacji radiowej Programu III Polskiego Radia[57]. Autorzy przedstawili opis historii, dyrektorów oraz zmian w redakcji po wprowadzeniu w Polsce stanu wojennego w Polsce w 1981, które miał wprowadzać wówczas Andrzej Turski[58]. Przedstawieni zostali dziennikarze stacji, m.in.: Monika Olejnik[59], Beata Michniewicz[60], Grzegorz Miecugow[61], Marek Niedźwiecki[62].
7. „Propaganda w natarciu – TVP”. W tej części książki została przedstawiona Telewizja Polska[63]. Opisane zostały w niej osoby związane z TVP, emitowane audycje oraz organy i wydarzenia, m.in.: Maciej Szczepański[64], instytucja Radiokomitetu[65], Krystyna Kurczab-Redlich[66], Jerzy Owsiak (oraz jego ojciec)[67], Robert Kwiatkowski[68], Bogusław Wołoszański[69], Jerzy Iwaszkiewicz[70], Jan Ordyński[71], Nina Terentiew[72] oraz Tadeusz i Piotr Kraśko[73], Olga Lipińska[74], Tomasz Lis[75] i jego żona Hanna (oraz jej ojciec Waldemar Kedaj)[76], programy informacyjne Teleexpress[77], Wiadomości[78], Tadeusz Zwiefka[79], Karol Małcużyński i jego syn[80], Jarosław Gugała[81], Tadeusz Mosz[82].
8. „Telewizja służbowa”. Ostatni rozdział książki dotyczy stacji telewizyjnej TVN[83]. Zostali w nim opisani założyciele Grupy ITI, Mariusz Walter i Jan Wejchert[84], a ponadto dziennikarze i współpracownicy stacji, m.in. Andrzej Morozowski (oraz jego ojciec Mozes)[85], Milan Subotić[86], Justyna Pochanke[87], Katarzyna Kolenda-Zaleska[88], Tomasz Machała[89], Tomasz Sianecki[90], Marcin Meller[91] wraz z odniesieniami do ich krewnych.

## Sprzedaż i patronat
Książka była dostępna w księgarniach od 11 grudnia 2013, a jej oficjalna premiera odbyła się 17 grudnia 2013 roku w klubie Hybrydy w Warszawie.
Pierwotny nakład książki wyniósł 10 000 egzemplarzy, który został wyczerpany w pierwszych dniach po premierze, a publikacja znalazła się na 1. miejscu bestsellerów sprzedaży w sieci Empik i Merlin.pl. W związku z rosnącym zapotrzebowaniem na zakup książki, wydawnictwo dokonywało kolejnych zwiększeń nakładu; do 13 stycznia 2014 liczba egzemplarzy publikacji zamówionych przez wydawcę i skierowanych do sprzedaży wyniosła 110 tys. Do 21 stycznia 2014 łączny nakład wyniósł 140 tys. egzemplarzy.
Patronami medialnymi książki został dziennik „Gazeta Polska Codziennie”, tygodniki „Gazeta Polska”, „W Sieci”, portale internetowe wPolityce.pl, niezalezna.pl, i Telewizja Republika.
W maju 2014 została zapowiedziana druga publikacja z serii, zatytułowana Resortowe dzieci. Służby, która miała premierę w maju 2015.

## Odbiór
Publikacja zyskała różne przyjęcie wśród recenzentów i publicystów. Część z nich wyraziła pozytywną opinię, uznając książkę za pożyteczną, odkrywającą, demaskującą i ukazującą sytuację w mediach. Paweł Lisicki zwrócił uwagę, że książka pokazuje, jak „niektóre środowiska były w dużym stopniu opanowane przez byłych agentów”. Sławomir Cenckiewicz broniąc publikacji przed jej krytykami uznają ją za „tylko dalece spóźnioną reakcją na dominację funkcjonariuszy informacji w mediach III RP”. Piotr Bączek (członek Komisji Weryfikacyjnej WSI) uznał, że „dziennikarze, twórcy, artyści, których rodzice aktywnie wspierali system komunistyczny i reżim Jaruzelskiego mają niezwykle korzystną pozycję w mediach”, a za sprawą książki „zdzierana jest z nich maska neutralności, obiektywizmu i dystansu politycznego”.
Niektórzy recenzenci wydając pochlebną opinię wskazywali przy tym jej wady i niedociągnięcia, m.in. dotyczące kwestii techniczno-redakcyjnych. Bronisław Wildstein wskazał, że książka „jako pierwsza pokazuje realne zjawisko”, oraz że „dzięki publikacji możemy obserwować poważny proces reprodukowania się elit PRL-owskich w III RP”; jednocześnie publicysta stwierdził, że jego zdaniem książka zawiera też braki i błędy oraz liczba opisanych przez autorów osób jest zbyt nadmierna. Wśród recenzentów pojawiła się opinia iż „tematyka ukazująca funkcjonowanie polskich mediów w czasach PRL oraz III Rzeczypospolitej, ma współcześnie ogromną poczytność”, zaś „ludzie chcą bliżej poznać te fakty, uznawane dotychczas za temat tabu”. Inna z recenzji przekazywała, że „skrajne reakcje, ostre dyskusje i szybka wyprzedaż nakładu potwierdzają, że to bodaj najważniejsza książka ostatnich miesięcy”.
O książce wypowiadały się zdecydowanie nieprzychylnie osoby opisane w niej m.in. Marcin Meller (określił ją jako „wylewanie szamba i plotkarski Pudelek”), Tomasz Lis (określił publikację jako „skondensowaną nienawiść made in Poland”, a autorów nazwał „żulami z prawicowego lumpeksu”), Monika Olejnik (zarzuciła Dorocie Kani zawiść i określiła autorów mianem frustratów), Jerzy Baczyński (uznał, że przekroczyła „kolejne granice łajdactwa”; ponadto w opublikowanym artykule zarzucił polityczne kryterium doboru opisywanych postaci, pominięcie osób pracujących w mediach określonych przez niego jako prawicowe, w tym np. współautora książki Jerzego Targalskiego, opracowanie materiałów SB z pominięciem zasad pracy historyka, szczątkowość dokumentów źródłowych, które według niego tworzą wrażenie celowego doboru celem potwierdzenia głoszonej tezy, wybiórcze traktowanie czynów osób, a nie całych życiorysów, rzekomy brak rozróżnienia pomiędzy różnymi rodzajami cytowanych dokumentów poświadczających współpracę z reżimem komunistycznym lub chęć takiej współpracy ze strony SB lub czy negatywne opinie ze stron władz, wytworzenie wrażenia, iż dziedziczy się rzekome błędy po rodzinie), Krystyna Kurczab-Redlich (uznając treść o niej w książce za kłamstwa, po publikacji złożyła wniosek o udostępnienie akt z IPN z zamiarem wystąpienia o autolustrację), Jacek Żakowski.
Negatywne opinie o książce wyrazili publicyści „Gazety Wyborczej”: Dominika Wielowieyska, Wojciech Maziarski (wyraził zarzut, iż publikacja to „faszystowsko-komunistyczna metoda, by prześladować ludzi za grzechy rodziców”) czy Paweł Wroński. Ponadto Cezary Łazarewicz zarzucił autorom, iż „postawili w najgorszym świetle wszystkich tych dziennikarzy, za którymi sami nie przepadają”. Książkę skrytykował również ksiądz Adam Boniecki na łamach „Tygodnika Powszechnego” argumentując, że autorom „przyświecało przekonanie, że w publicznej debacie argument ad personam ważniejszy jest niż ten, który trafia w meritum. Nie dopuszczali myśli, że ktoś, komu przy nazwisku kiedyś dopisano (w książce zawsze odnotowane) TW czy OZI (czasem zaś obiekt rozpracowania), dziś może zrobić coś dla Polski dobrego albo w jakiejś sprawie mieć rację”.

### Pozew Jacka Żakowskiego
Pod koniec grudnia 2013 Jacek Żakowski złożył w Sądzie Okręgowym w Warszawie pozew cywilny przeciw wydawcy książki, wysuwając w nim szereg żądań oraz domagając się przeprosin. W postanowieniu z 14 stycznia 2014 sąd na okres dwunastu miesięcy uwzględnił żądanie zabezpieczenia powództwa przez Żakowskiego, aby nie rozpowszechniać książek z jego wizerunkiem na okładce i jednocześnie oddalił pozostałe jego żądania w zakresie wniosku o udzielenie zabezpieczenia. 26 listopada 2014 roku Żakowski wygrał proces z wydawcą „Resortowych dzieci. Media”. Wyrok Sądu Okręgowego w Warszawie nakazywał zadośćuczynić finansowo publicyście Polityki oraz opublikować przeprosiny jego osoby na łamach m.in. takich gazet jak: „Fronda”, „Gazeta Polska Codziennie”, czy „Gazeta Wyborcza”. W uzasadnieniu wyroku sędzia Anna Tyrluk-Krajewska podała, że zdjęcie Jacka Żakowskiego na okładce „nosiło znamiona przekłamania, które miało na celu wprowadzenie w błąd odbiorców. W samej książce nie ma żadnych dowodów na związki powoda z komunistyczną władzą lub ówczesnymi służbami specjalnymi”.
W dniu 28 kwietnia 2016 roku Sąd Apelacyjny w Warszawie oddalił apelację wydawnictwa Fronda, tym samym utrzymując orzeczenie sądu I instancji z listopada 2014 r. Uprawomocniony wyrok nakazuje wydawcy m.in. zapłacić Jackowi Żakowskiemu 50 tys. zł zadośćuczynienia finansowego.